# Wilaya (película)
Wilaya (2011) es una película española escrita y dirigida por el director valenciano Pedro Pérez Rosado, que se estrenó en 2012. Fue la única película española seleccionada para la sección Panorama del Festival Internacional de Cine de Berlín 2012.

## Sinopsis
Fatimetu (Nadhira Mohamed) vuelve a la wilaya de Smara en Campos de Refugiados de la provincia de Tinduf, al entierro de su madre, después de 16 años viviendo en España. Allí se reencuentra con su hermano Jatri, quien espera su primer hijo de su mujer Aichetu, y con su hermana Hayat (Memona Mohamed).
Jatri le comunica que ha heredado la jaima familiar y el cuidado de su hermana. Fatimetu acepta a desgana la última voluntad de su madre, aunque no sabe bien cómo hacerse cargo de su hermana ya que apenas puede cuidar de sí misma.
Ambas hermanas luchan para adaptarse a la nueva situación. Fatimetu compra con sus ahorros un todoterreno usado y se convierte en la primera mujer que trabaja de conductora en la wilaya, Hayat será su guía y acompañante para distribuir alimentos en las distintas wilayas.
En sus vidas, a través de su trabajo, se cruzarán con historias de la nueva generación de saharaui: la de Said, abandonado por su padre que se fue a España y no ha regresado, la de la joven Amal que regresa de Cuba a la wilaya para casarse con su primo por indicación de sus padres.

## Premios y reconocimientos
- 2012 Premio a la Mejor Película en el Festival de Cine Europeo y Egipcio de Luxor[3]
- 2012 Premio a la Mejor Actriz para Memona Mohamed en el Festival de Abu Dhabi.[3]
- 2012 Festival de Cine Español de Málaga, reconocimiento a la Mejor Banda Sonora.[3]

- En 2013 recibió 13 candidaturas a los premios Goya.[4]